# Bâtiment du siège social de Groupama
Le bâtiment du siège social de Groupama d'Avignon est un bâtiment regroupant l'administration centrale de l'assurance à Avignon, dans le Vaucluse, depuis la fin des années 1960.

## Historique
La mutuelle agricole de Vaucluse cherchant de nouveaux locaux, se voit proposé un terrain de 8800 m², route de Lyon, à Avignon en 1966. M. Morin, architecte conseil de la mutuelle, se fait secondé par Max Bourgoin, qui vient de finir la  réhabilitation du siège du Crédit Agricole Mutuel (1960-65) dans la rue Joseph Vernet, à Avignon. À la suite de divergences de conception dans le dossier, M. Morin présente sa démission et Max Bourgoin reste seul aux commandes du projet. Le bâtiment définitif est inauguré en 1969.
Les bâtiments et les jardins font l'objet d'une inscription au titre des Monuments historiques par arrêté du 14 novembre 2024.

## Descriptif
L'immeuble initial comprend 2 corps de bâtiments, articulés autour d'un hall d'entrée, et d'un patio central, le tout formant un L. Il est construit sur quatre niveaux. Il est labellisé " Architecture contemporaine remarquable " en 2020.